# 窦树华
窦树华（1957年10月—），天津人，中华人民共和国政治人物。

## 生平
1982年2月参加工作。中国共产党党员。中共中央党校研究生学历。曾任中央国家机关工委研究室副主任兼机关工会主席，唐山市副市长。2003年任第十届全国人大代表、全国人大内务司法委员会委员。后来曾任全国人大常委会办公厅研究室主任、秘书局局长。2013年任第十二届全国人大常委会委员、全国人大环境与资源保护委员会委员。2015年7月，任全国人大常委会副秘书长、机关党组成员。2018年2月24日，当选为第十三届全国人大代表。